# Bắp chuối đốm đen
Bắp chuối đốm đen (tên khoa học: Arachnothera magna) là một loài chim trong họ Nectariniidae.
Loài chim này được tìm thấy ở Bangladesh, Bhutan, Campuchia, Trung Quốc, Ấn Độ, Lào, Malaysia, Myanmar, Nepal, Thái Lan, và Việt Nam. Môi trường sống tự nhiên của chúng là rừng ẩm vùng đất thấp nhiệt đới hoặc cận nhiệt đới và rừng núi cao nhiệt đới và cận nhiệt đới.

## Hình ảnh

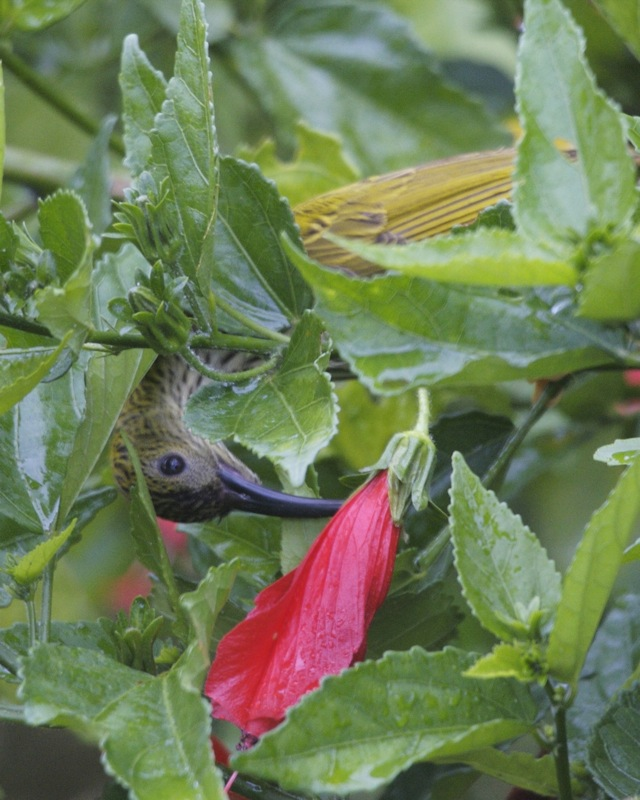
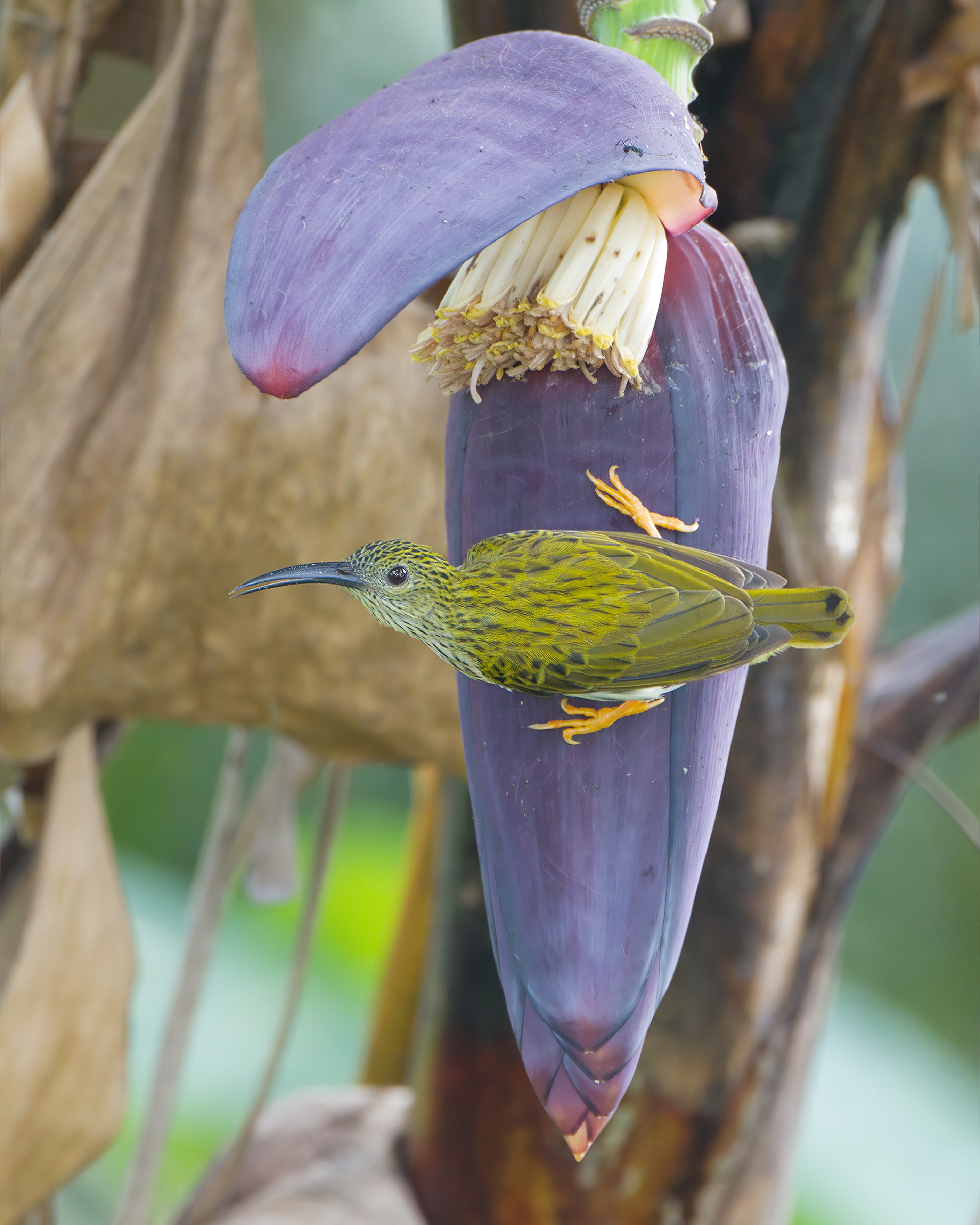